# 蒙蒂尼亚克勒科克
蒙蒂尼亚克勒科克（法語：Montignac-le-Coq，法語發音：[mɔ̃tiɲak lə kɔk]）是法国夏朗德省的一个市镇，属于昂古莱姆区。

## 地理
蒙蒂尼亚克勒科克（45°20'24"N, 0°13'21"E）面积10.2 平方千米，位于法国新阿基坦大区夏朗德省，该省份为法国西部内陆省份，北起德塞夫勒省和维埃纳省，东临上维埃纳省，东南至多尔多涅省，南至多爾多涅省，西接滨海夏朗德省。
与蒙蒂尼亚克勒科克接壤的市镇（或旧市镇、城区）包括：瑞尼亚克、帕吕欧、皮亚克、圣塞沃兰、萨勒拉瓦莱特。

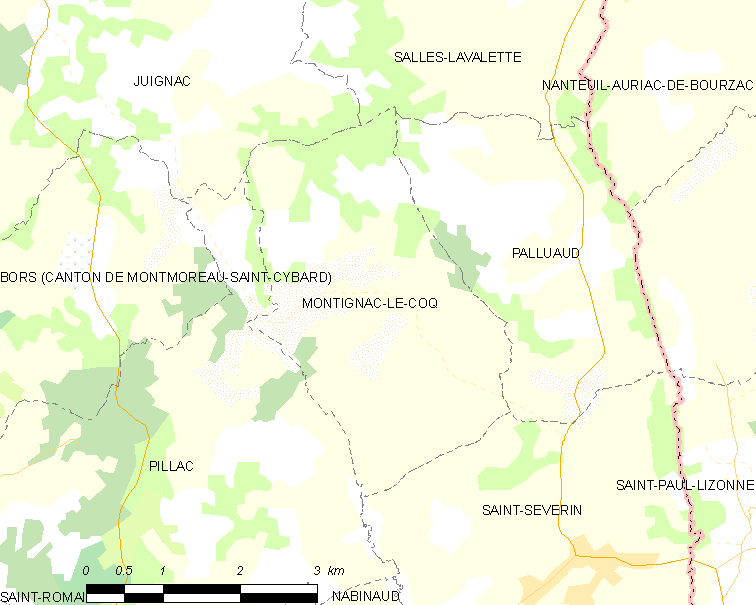
蒙蒂尼亚克勒科克的OSM定位图

蒙蒂尼亚克勒科克的时区为UTC+01:00、UTC+02:00（夏令时）。

## 行政
蒙蒂尼亚克勒科克的邮政编码为16390，INSEE市镇编码为16227。

## 政治
蒙蒂尼亚克勒科克所属的省级选区为蒂德-拉瓦莱特县。

## 人口

1962-2008年间蒙蒂尼亚克勒科克人口变化图示

蒙蒂尼亚克勒科克于2022年1月1日时的人口数量为134人。